# Kaya Inan
Kaya Inan (* 1983 in Muri AG) ist ein Schweizer Filmeditor, der auch in Deutschland tätig ist.

## Leben
Inan kam 1983 als Sohn türkischer Einwanderer in der Schweiz zur Welt. Als 19-Jähriger wirkte er im Film Achtung, fertig, Charlie! als Schauspieler mit. Von 2006 bis 2011 absolvierte er ein Montage-Studium an der Filmakademie Baden-Württemberg, seither ist er als freier Editor für Dokumentar- und Spielfilme tätig.
Für den Dokumentarfilm Above and Below wurde Inan 2016 mit dem Schnitt-Preis und dem Schweizer Filmpreis geehrt.  Für Cahier Africain erhielt er 2017 erneut den Schweizer Filmpreis, für den er auch 2018 für seine Arbeit an Papa Moll und die Entführung des fliegenden Hundes nominiert war.
Kaya Inan ist Mitglied der Europäischen Filmakademie, der Schweizer Filmakademie, und der Deutschen Filmakademie. Außerdem gehört er dem deutschen Bundesverband Filmschnitt Editor e.V. (BFS) an.

## Filmografie (Auswahl)
- 2003: Achtung, fertig, Charlie! (Kinospielfilm) – als Schauspieler
- 2010: 180° – Wenn deine Welt plötzlich Kopf steht (Kinospielfilm)
- 2012: Transpapa (Kinospielfilm)
- 2015: Pepe Mujica – Der Präsident (Dokumentarfilm)
- 2015: Heimatland (Kinospielfilm)
- 2015: Above and Below (Dokumentarfilm)
- 2016: Cahier Africain (Dokumentarfilm)
- 2017: Papa Moll und die Entführung des fliegenden Hundes (Kinospielfilm)
- 2018: In den Gängen (Kinospielfilm)
- 2019: Zwingli  (Kinospielfilm)
- 2020: Wanda, mein Wunder (Kinospielfilm)
- 2020: Hausen (Fernsehserie)
- 2021: Borga (Kinospielfilm)
- 2022: Die stillen Trabanten
- 2025: Sie glauben an Engel, Herr Drowak?